# Kloštar Vojakovački
Kloštar Vojakovački falu Horvátországban Kapronca-Kőrös megyében. Közigazgatásilag Köröshöz tartozik.

## Fekvése
Köröstől 7 km-re északkeletre a Glogovnica-patak partján fekszik.

## Története
1857-ben 218, 1910-ben 471 lakosa volt. Trianonig Belovár-Kőrös vármegye Körösi járásához tartozott. 2001-ben 436 lakosa volt.

## Külső hivatkozások
Körös város hivatalos oldala